# Femme à la montre
Femme à la montre est un portrait à l'huile sur toile réalisé en 1932 par Pablo Picasso de Marie-Thérèse Walter.
Le tableau de 1932 représente l'une des compagnes de Pablo Picasso, la peintre française Marie-Thérèse Walter. Propriété de la New-Yorkaise Emily Fisher Landau, morte en 2023, le tableau est vendu aux enchères à New York pour 139,3 millions de dollars.